# Хвиливицкая, Мария Иосифовна
Мария Иосифовна Хвиливицкая (1892, Орша Могилёвской губернии — 1969, Ленинград) — советский терапевт, клиницист-кардиолог. Доктор медицинских наук (1939), профессор. Заслуженный деятель науки РСФСР.

## Биография
Родилась в 1892 году в городе Орша в семье мещанина Иоселя Гиршевича Хвиливицкого.
В 1915 окончила биологическое отделение Высших женских (Бестужевских) курсов, а в 1921 — 1-й Ленинградский медицинский институт. В 1918—1919 принимала участие в борьбе с эпидемией тифа.
С 1921 года работала в терапевтической клинике 1-го ЛМИ: ассистент, доцент, ближайшая помощница Г. Ф. Ланга.
В 1939 году защитила докторскую диссертацию посвящённую сифилису аорты.
С 1940 по 1952 год — профессор кафедры пропедевтики внутренних болезней, а затем кафедры госпитальной терапии.
Пережила блокаду Ленинграда, в годы войны заведовала стационаром клиники нервных болезней, пользовалась исключительным авторитетом среди врачей и больных.
С 1953 года возглавляла клиническое отделение Института экспертизы трудоспособности и организации труда инвалидов. Читала курс лекций и руководила подготовкой квалифицированных терапевтов-экспертов в Институте специализации врачей-экспертов (теперь — Санкт-Петербургский институт усовершенствования врачей).
С 1929 года — секретарь Ленинградского отделения Всесоюзного терапевтического общества имени С. П. Боткина.
Заслуженный деятель науки РСФСР (1968). Награждена орденом Трудового Красного Знамени и медалями.
Скоропостижно умерла 9 июня 1969 года. Похоронена в Ленинграде на Еврейском кладбище (Кленовая дорожка, участок 6).

## Научные работы
- Влияние изменения положения тела на количество циркулирующей крови. / М. И. Хвиливицкая, В. Л. Шиллер, А. Г. Плотицина // Вопросы кардиологии и гематологии. — Ленинград. — 1940. — С.193-206.
- Витамины и авитаминозы: Науч.-попул. очерк / Проф. М. И. Хвиливицкая. — Ленинград: Медгиз. Ленингр. отд-ние, 1944. — 63 с.; 17 см. ;
- Экспертиза трудоспособности после удаления легкого или его части [Текст] / М. И. Хвиливицкая, В. П. Богомазова ; МСО РСФСР. Ленингр. науч.-исслед. ин-т экспертизы трудоспособности и трудоустройства инвалидов. — Ленинград : [б. и.], 1957. — 35 с.; 21 см;
- «Электрокардиографический метод исследования в оценке трудоспособности сердечно-сосудистых больных» (1958);
- «Врачебно-трудовая экспертиза и трудоустройство при бронхоэкатической болезни» (1959);
- О приспособляемости организма после резекции легкого [Текст]. — Ленинград: Медгиз. Ленингр. отд-ние, 1960. — 172 с. : ил.; 22 см;
- «Экспертиза трудоспособности при коронарном атеросклерозе» (1961);
- Методические основы экспертизы трудоспособности при хронических нетуберкулезных заболеваниях легких [Текст] / М. И. Хвиливицкая. — Ленинград: Медицина. Ленинградское отд-ние, 1964. — 152 с.; 20 см;
- Экспертиза трудоспособности лиц, перенесших инфаркт миокарда в молодом возрасте [Текст]. — Ленинград: б. и., 1964. — 14 с.; 20 см. — (Методическое письмо/ М-во социального обеспечения. Упр. врачебно-трудовой экспертизы. Ленингр. науч.-исслед. ин-т экспертизы трудоспособности и организации труда инвалидов (ЛИЭТИН); № 23).
- «Экспертиза трудоспособности лиц пожилого и старческого возраста» (1964);
- «Типовые ошибки при экспертизе трудоспособности сердечно-сосудистых больных» (1966);
- «Экспертиза трудоспособности и организация труда лиц, перенесших инфаркт миокарда» (1968);
- «Экспертиза трудоспособности и показания к трудоустройству больных инфекционным неспецифическим полиартритом (ревматоидным артритом)» (1968);
- Г. Ф. Ланг / Засл. деят. наук проф. М. И. Хвиливицкая. — Москва: Медицина, 1969. — 48 с. : ил.; 16 см. — (Научно-популярная медицинская литература).
- Хвиливицкая М. И. Аортиты.— В кн.: Многотомное руководство по внутренним болезням. Т. 1. М., Медгиз, 1962, с. 623—655.